# Wouter Jacobsz. Maes
Wouter Jacobsz. Maes, ook Gualtherus Jacobi Masius (Gouda?, 1521/1522 - aldaar, 25 februari 1595) was de laatste prior van het klooster Emmaüs in Stein en tevens van het Regulierenklooster in Gouda.

## Biografie

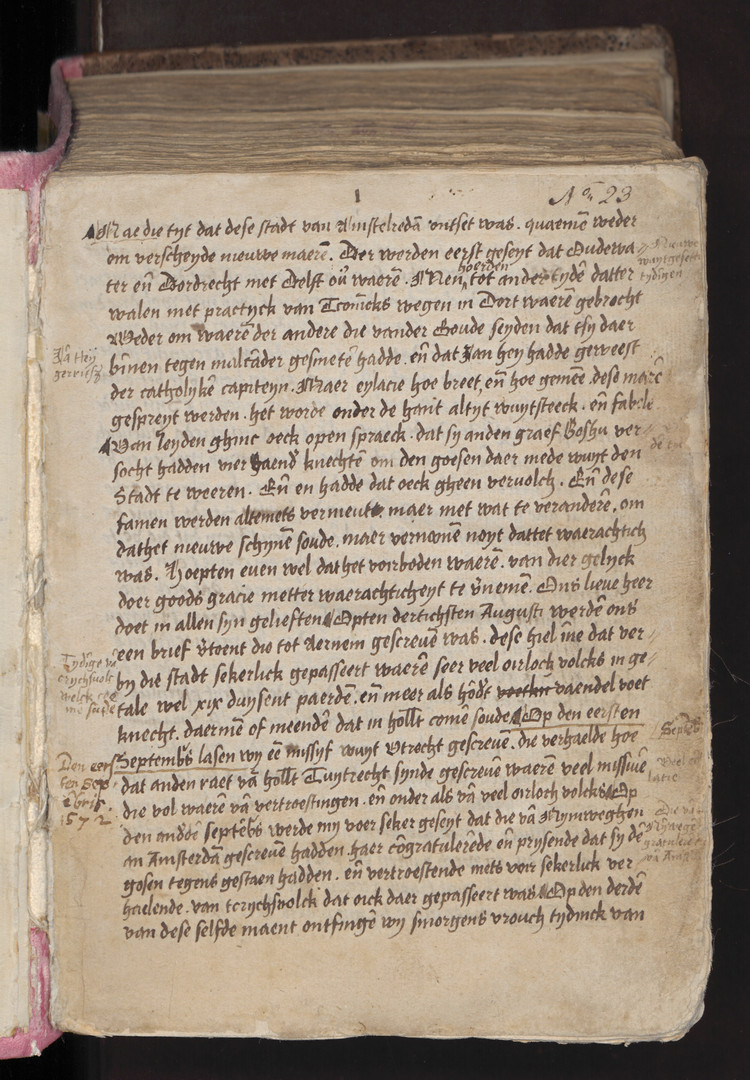
Openingspagina van het Dagboek van Wouter Jacobsz. Collectie UB Nijmegen, Hs 228, fol. 1r

Maes is waarschijnlijk in Gouda geboren. Hij werd in 1550 prior van het Klooster Emmaüs te Stein. Het klooster was een jaar daarvoor door brand verwoest. Onder leiding van Maes namen de kloosterlingen hun intrek in het Brigittenklooster aan de Raam in Gouda, dat naar de regulieren van Stein het Regulierenklooster werd genoemd. Maes liet het kloostergebouw opknappen en breidde het complex uit met een kapel, waarvan de gebrandschilderde glazen werden gemaakt in de werkplaats van Dirck Crabeth. Maes maakte de woelige periode mee van de overgang van de stad Gouda naar het kamp van de Willem van Oranje. Zijn klooster zou in de jaren erna worden afgebroken en hij nam de wijk via Utrecht naar Amsterdam. Maes heeft van de gebeurtenissen in de jaren 1572 tot 1579 verslag gedaan in de vorm van een dagboek van vierhonderd folio's. Het oorspronkelijke handschrift, door Wouter Jacobsz. Maes zelf geschreven, bevindt zich in de Universiteitsbibliotheek van Nijmegen en is online toegankelijk. Dit dagboek is in 2008 in hertaalde vorm weer uitgegeven als "een ooggetuige verslag van de troebelen". Het grootste deel van de beschreven periode woonde Wouter Jacobsz. in Amsterdam. In 1578, nadat Amsterdam een ommezwaai maakte van het spaansgezinde naar prinsgezinde kamp, verhuisde hij via Leiden naar Montfoort. De laatste jaren van zijn leven woonde hij echter weer in Gouda. In 1587 ontving hij als voormalig regulier een alimentatie. Hij overleed in februari 1595 en werd begraven op 5 maart 1595 in de Sint-Janskerk in zijn woonplaats.
Maes was als prior van het klooster waar ook de humanist  Erasmus deel van had uitgemaakt in het bezit van veel werken van Erasmus. Ondanks het feit dat een deel van het werk van Erasmus door de Rooms-Katholieke Kerk verboden was liet Maes deze werken toch vermenigvuldigen.
In Gouda werd in 1986 het Wouter Jacobszerf naar hem genoemd.